# 세인트 마거릿 교회 (웨스트민스터)

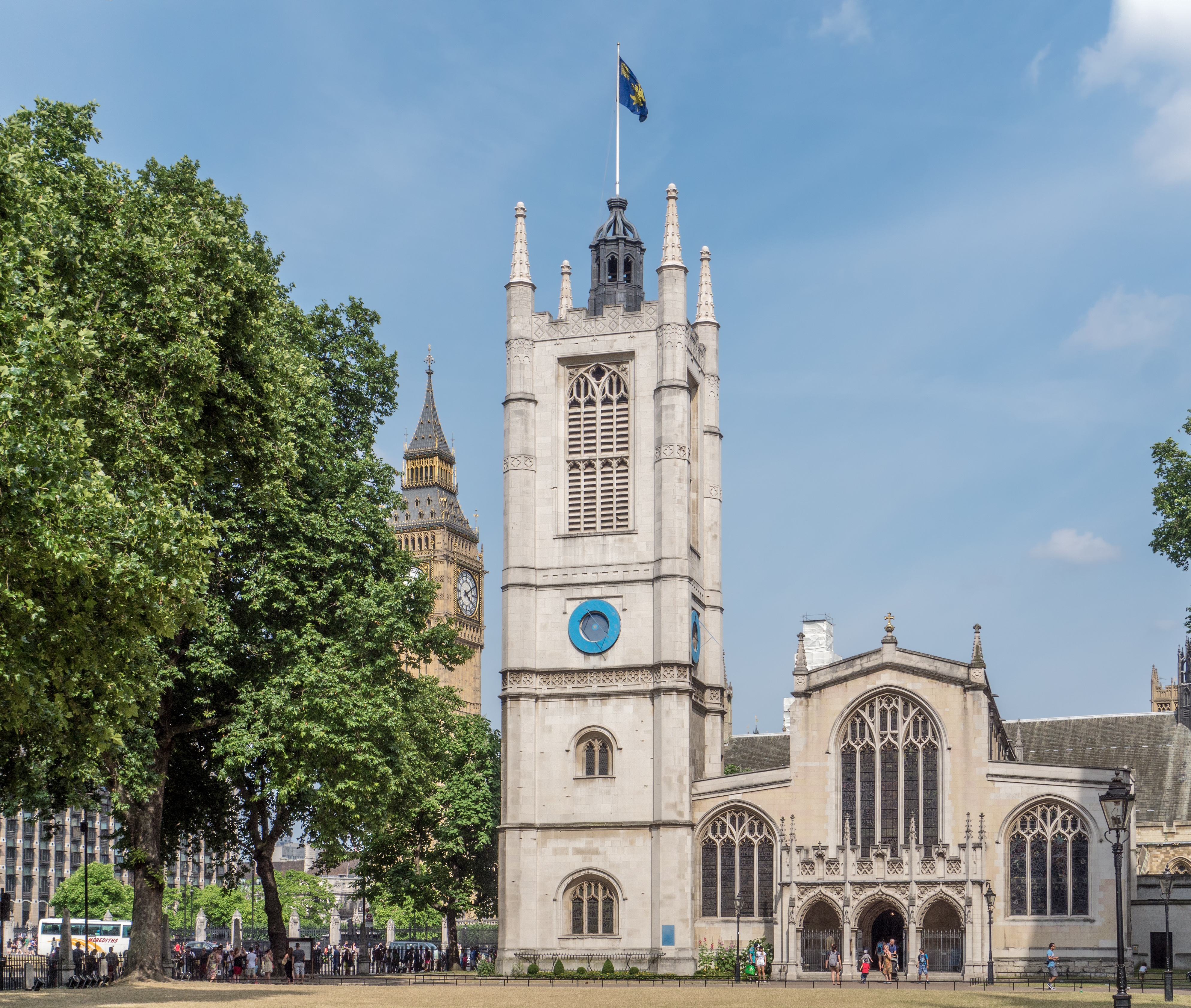
세인트 마거릿 교회

세인트 마거릿 교회(영어: Church of St Margaret)는 잉글랜드 런던에 있는 잉글랜드 성공회 교회이다. 웨스트민스터 사원과 같은 부지 내에 있으며, 영국 의회의 회의장인 웨스트민스터 궁전의 교구 교회이다.
교회는 결혼식장으로도 자주 사용되고 있으며, 특히 상류층이 이용하고 있다. 새뮤얼 피프스, 윈스턴 처칠도 이 교회에서 결혼식을 올렸다.